# Universitat del Sagrat Cor de Luxemburg
La Universitat del Sagrat Cor de Luxemburg (SHUL) (en anglès: Sacred Heart University Luxembourg) és una escola universitària de negocis i campus, amb seu a la Ciutat de Luxemburg, al sud de Luxemburg.1 Es tracta d'una institució d'educació superior catòlica que gradua estudiants d'almenys 30 països. Consisteix en una subseu de la Universitat del Sagrat Cor de Fairfield, Connecticut, als Estats Units.